# For I Am King
For I Am King is een Nederlandse metalband. De bandleden vinden 'melodieuze deathmetal meets metalcore' een goede beschrijving van hun muziek. De band heeft drie studioalbums uitgebracht.

## Discografie

### Albums
- Daemons (2016)
- I (2018)
- Crown (2023)
- Crown Deluxe (2024)

### Singles en ep's
- Revengeance (2014)
- This is a Warning (2015)
- We All Have Demons (2016)
- Prey (2018)
- Forever Blind (2018)
- Home (2018)
- Devotion (2018)
- Liars (2022)
- Disciples (2022)
- Trojans (2023)
- Liebe (2024)
- Execution (2024)